# Politechnika Warszawska

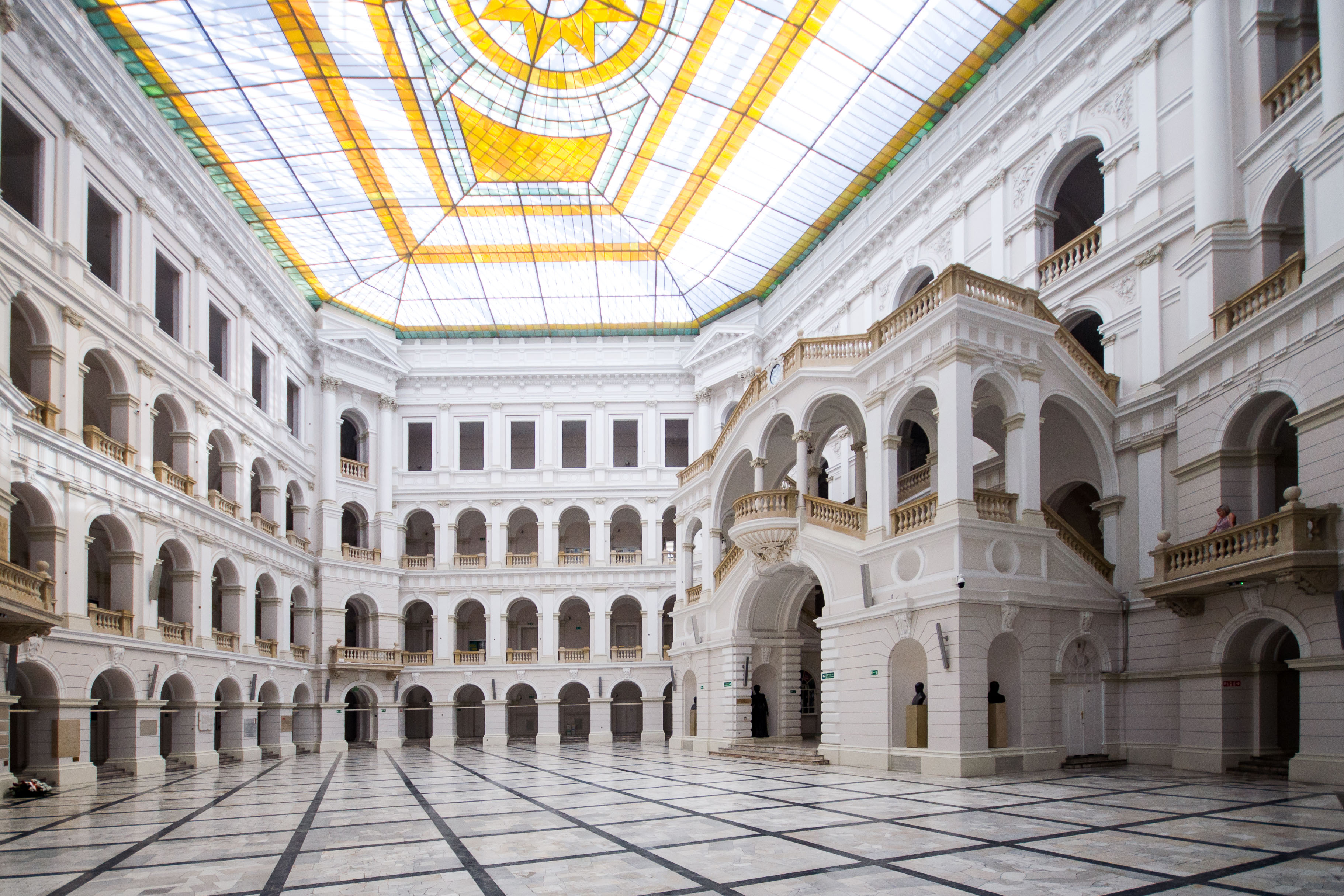
Duża Aula w Gmachu Głównym

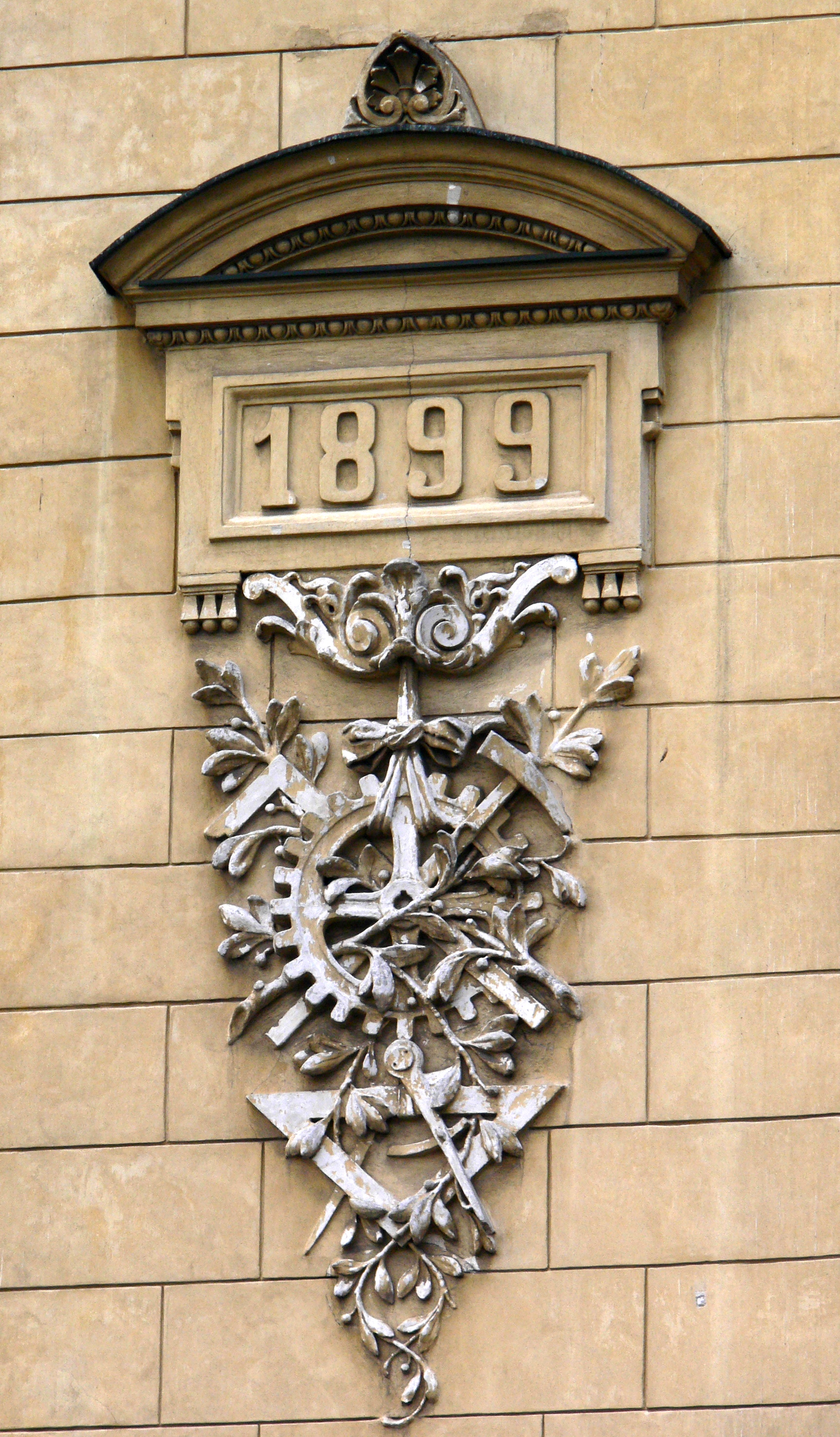
Detal na frontowej elewacji Gmachu Głównego

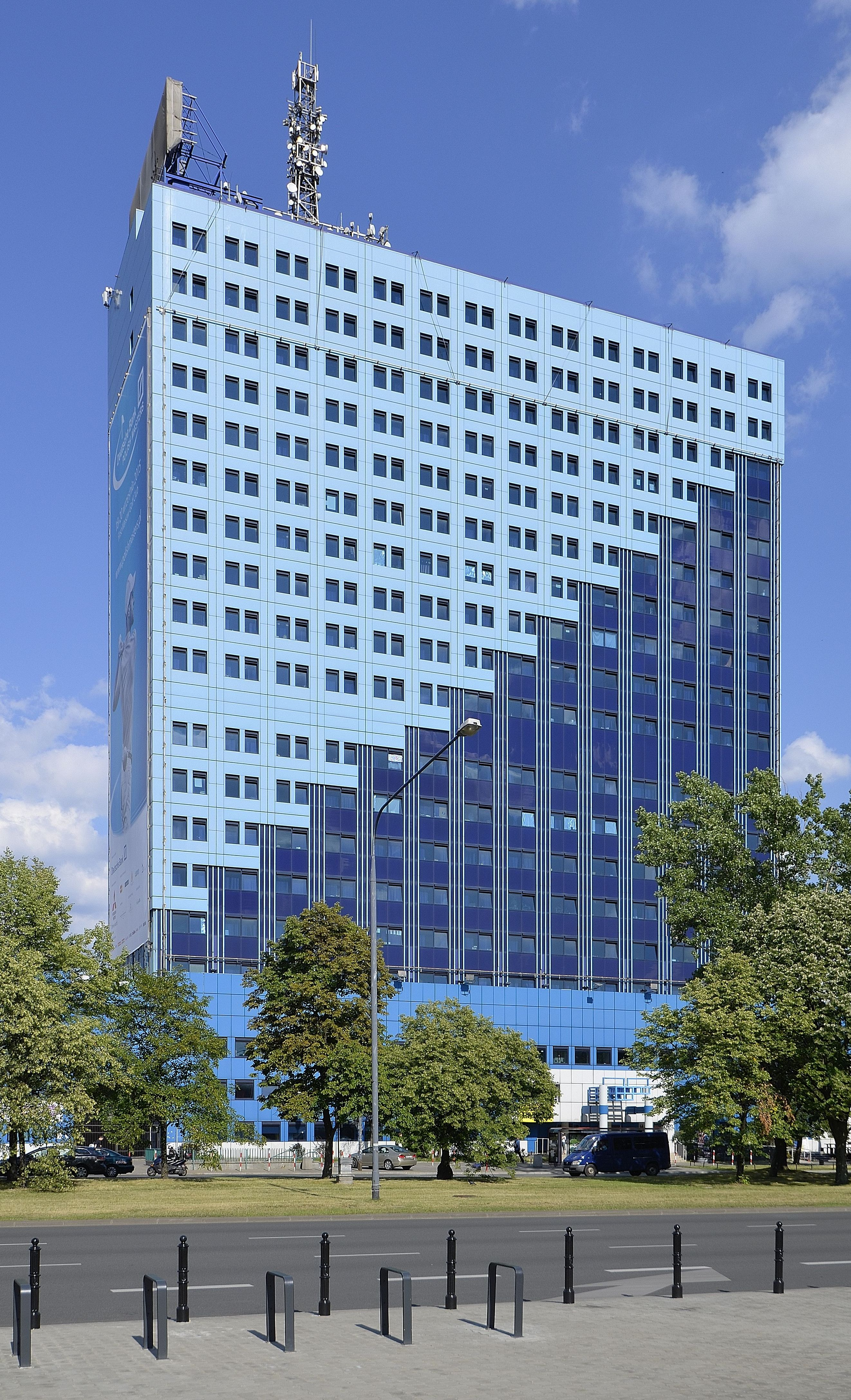
Dom Studencki „Riviera”

Politechnika Warszawska (PW) – publiczna politechnika założona w 1915 w Warszawie z inicjatywy i w wyniku wieloletnich zabiegów Towarzystwa Naukowego Warszawskiego za zgodą gubernatora gen. Hansa von Beselera. Jest jedną z największych i najlepszych uczelni technicznych w Polsce oraz w Europie Środkowo-Wschodniej. Politechnika Warszawska zajmuje od lat 1. miejsce w Polsce w „Rankingu Szkół Wyższych” wśród uczelni technicznych publikowanym przez miesięcznik „Perspektywy”.
Według webometrycznego rankingu uniwersytetów świata ze stycznia 2019, pokazującego zaangażowanie instytucji akademickich w Internecie, uczelnia zajmuje 1. miejsce w Polsce wśród uczelni technicznych, a na świecie 503. pośród wszystkich typów uczelni.
Za oficjalną datę powstania Politechniki Warszawskiej przyjmuje się rok 1915, lecz uczelnia sięga tradycjami roku 1826, kiedy powstała Szkoła Przygotowawcza do Instytutu Politechnicznego, zamknięta po upadku powstania listopadowego (1830–1831). Od 1898 działał Warszawski Instytut Politechniczny im. Cesarza Mikołaja II z rosyjskim językiem wykładowym, ewakuowany w czasie bieżeństwa (1915) do Cesarstwa Rosyjskiego. W 1951 do Politechniki Warszawskiej została włączona Szkoła Inżynierska im. Hipolita Wawelberga i Stanisława Rotwanda w Warszawie, założona w 1895, od 1906 nieoficjalnie pełniąca rolę politechniki, upaństwowiona w 1919.

## Władze

### Kadencja 2024–2028[9]
- rektor Politechniki Warszawskiej: prof. dr hab. inż. Krzysztof Zaremba
- prorektor ds. nauki: prof. dr hab. inż. Mariusz Malinowski
- prorektor ds. ogólnych: prof. dr hab. inż. Mirosław Karpierz
- prorektor ds. rozwoju: prof. dr hab. inż. Adam Woźniak
- prorektor ds. studenckich: prof. dr hab. inż. Robert Zalewski
- prorektor ds. studiów: prof. dr hab. inż. arch. Jan Słyk
- prorektor ds. Filii w Płocku: dr hab. inż. Renata Walczak, prof. uczelni

### Kadencja 2020–2024[10]
- rektor Politechniki Warszawskiej: prof. dr hab. inż. Krzysztof Zaremba
- prorektor ds. nauki: prof. dr hab. inż. Mariusz Malinowski
- prorektor ds. ogólnych: prof. dr hab. inż. Mirosław Karpierz
- prorektor ds. rozwoju: prof. dr hab. inż. Adam Woźniak
- prorektor ds. studenckich: prof. dr hab. inż. Robert Zalewski
- prorektor ds. studiów: prof. dr hab. inż. arch. Jan Słyk
- prorektor ds. Filii w Płocku: dr hab. inż. Renata Walczak, prof. uczelni

### Kadencja 2016–2020[11]
- rektor Politechniki Warszawskiej: prof. dr hab. inż. Jan Szmidt
- prorektor ds. nauki: prof. dr hab. inż. Rajmund Bacewicz
- prorektor ds. ogólnych: prof. dr hab. inż. Wojciech Wawrzyński
- prorektor ds. rozwoju: prof. dr hab. inż. Stanisław Wincenciak
- prorektor ds. studenckich: prof. nzw. dr hab. inż. Janusz Walo
- prorektor ds. studiów: prof. dr hab. inż. Krzysztof Lewenstein
- prorektor ds. Filii w Płocku: prof. dr hab. inż. Janusz Zieliński

### Kadencja 2012–2016[12]
- rektor Politechniki Warszawskiej: prof. dr hab. inż. Jan Szmidt
- prorektor ds. nauki: prof. dr hab. Rajmund Bacewicz
- prorektor ds. ogólnych: prof. dr hab. inż. Zbigniew Kledyński
- prorektor ds. rozwoju: prof. dr hab. inż. Stanisław Wincenciak
- prorektor ds. studenckich: prof. dr hab. inż. Władysław Wieczorek
- prorektor ds. studiów: prof. dr hab. inż. Krzysztof Lewenstein
- prorektor ds. Szkoły Nauk Technicznych i Społecznych w Płocku: prof. dr hab. inż. Janusz Zieliński

### Rektorzy
- 1915–1916 – Zygmunt Straszewicz
- 1916–1917 – Stanisław Patschke
- 1918–1919 – Jan Zawidzki
- 1919–1921 – Ignacy Radziszewski
- 1921–1921 – Antoni Ponikowski
- 1921–1923 – Leon Staniewicz
- 1923–1924 – Antoni Ponikowski
- 1924–1926 – Czesław Skotnicki
- 1926–1928 – Ludwik Szperl
- 1928–1929 – Wojciech Alojzy Świętosławski
- 1929–1932 – Andrzej Pszenicki
- 1932–1933 – Wiesław Chrzanowski
- 1933–1936 – Edward Warchałowski
- 1936–1939 – Józef Zawadzki
- 1939–1942 – Kazimierz Drewnowski
- 1942–1945 – Stefan Straszewicz (pełniący obowiązki)
- 1945–1945 – Władysław Kuczewski (pełniący obowiązki)
- 1945–1952 – Edward Warchałowski
- 1952–1953 – Jerzy Bukowski
- 1953–1954 – Władysław Araszkiewicz (pełniący obowiązki)
- 1954–1956 – Aleksander Dyżewski
- 1956–1959 – Władysław Araszkiewicz
- 1959–1965 – Jerzy Bukowski
- 1965–1969 – Dionizy Smoleński
- 1969–1970 – Antoni Kiliński
- 1970–1973 – Mieczysław Łubiński
- 1973–1981 – Stanisław Pasynkiewicz
- 1981–1985 – Władysław Findeisen
- 1985–1988 – Zbigniew Grabowski
- 1988–1990 – Marek Roman
- 1990–1996 – Marek Dietrich
- 1996–2002 – Jerzy Woźnicki
- 2002–2005 – Stanisław Mańkowski
- 2005–2012 – Włodzimierz Kurnik
- 2012-2020 – Jan Szmidt
- od 2020 – Krzysztof Zaremba

## Struktura organizacyjna
Obecnie na uczelni jest 19 wydziałów i 1 kolegium.

### Wydziały[13]
| - Wydział Administracji i Nauk Społecznych - Wydział Architektury - Wydział Budownictwa, Mechaniki i Petrochemii w Płocku - Wydział Chemiczny - Wydział Elektroniki i Technik Informacyjnych - Wydział Elektryczny - Wydział Fizyki - Wydział Geodezji i Kartografii - Wydział Instalacji Budowlanych, Hydrotechniki i Inżynierii Środowiska - Wydział Inżynierii Chemicznej i Procesowej | - Wydział Inżynierii Lądowej - Wydział Inżynierii Materiałowej - Wydział Matematyki i Nauk Informacyjnych - Wydział Mechaniczny Energetyki i Lotnictwa - Wydział Mechaniczny Technologiczny - Wydział Mechatroniki - Wydział Samochodów i Maszyn Roboczych - Wydział Transportu - Wydział Zarządzania |

### Kolegia[13]
- Kolegium Nauk Ekonomicznych i Społecznych w Płocku

### Jednostki pozawydziałowe
| - Centrum Studiów Zaawansowanych - Ośrodek Kształcenia na Odległość PW – OKNO PW - Studium Języków Obcych - Szkoła Doktorska | - Studium Wychowania Fizycznego - Szkoła Biznesu - Centrum Informatyzacji - Biblioteka Główna Politechniki Warszawskiej |  |

## Lokalizacje

### Wydziały
Kampus główny Politechniki położony jest w południowej części dzielnicy Śródmieście, między aleją Niepodległości, aleją Armii Ludowej oraz ulicami: Polną, Noakowskiego i Koszykową. W Gmachu Głównym przy placu Politechniki mieszczą się wydziały Administracji i Nauk Społecznych, Elektryczny oraz Geodezji i Kartografii. Obok znajdują się budynki wydziałów Chemicznego, Elektroniki i Technik Informacyjnych, Fizyki, Inżynierii Lądowej, Instalacji Budowlanych, Hydrotechniki i Inżynierii Środowiska, Matematyki i Nauk Informacyjnych Politechniki, Mechanicznego Energetyki i Lotnictwa oraz Transportu. W pobliżu mają siedziby również wydziały Architektury oraz Inżynierii Chemicznej i Procesowej.
W kampusie południowym w dzielnicy Mokotów znajdują się wydziały: Zarządzania, Mechaniczny Technologiczny, Samochodów i Maszyn Roboczych, Mechatroniki oraz Inżynierii Materiałowej.
Politechnika posiada również filię w Płocku, którą tworzą Wydział Budownictwa, Mechaniki i Petrochemii i Kolegium Nauk Ekonomicznych i Społecznych.

### Domy studenckie
Politechnika Warszawska ma 10 domów studenckich (9 w Warszawie i 1 w Płocku):

- DS „Akademik” – ul. Akademicka 5[15]
- DS „Babilon” – ul. Kopińska 12/14[16]
- DS „Bratniak–Muszelka” – ul. Grójecka 39[17]
- DS „Mikrus” – ul. Waryńskiego 10[18]
- DS „Pineska–Tulipan” – ul. Uniwersytecka 5[19]
- DS „Riviera” – ul. Waryńskiego 12[20]
- DS „Tatrzańska” – ul. Tatrzańska 7a[21]
- DS „Ustronie” – ul. Księcia Janusza 39[22]
- DS „Żaczek” – ul. Wołoska 141a[23]
- DS „Wcześniak” – ul. Dobrzyńska 5 w Płocku[24]

## Inne informacje

### Biblioteki PW
Biblioteki PW tworzą System Biblioteczno-Informacyjny Politechniki Warszawskiej (SBI PW). W jego skład wchodzą: Biblioteka Główna Politechniki Warszawskiej, jej filie i biblioteki domów studenckich oraz biblioteki specjalistyczne (wydziałowe i instytutowe). Biblioteki łącznie posiadają ponad: 1 500 000 egzemplarzy w formie drukowanej (książki, czasopisma, zbiory specjalne itp.) oraz ponad 300 000 tytułów publikacji dostępnych w formie elektronicznej. Ponadto biblioteki PW świadczą usługi dla społeczności akademickiej: prowadzą działalność edukacyjną, dydaktyczną i badawczą.

### Organizacje studenckie
Na terenie Politechniki Warszawskiej działają licznie organizacje studenckie i koła naukowe, a także niekomercyjne media studenckie: portal „polibuda.info”, radio internetowe Radio Aktywne, telewizja internetowa TVPW oraz miesięcznik kulturalny „i.pewu”.

### Erasmus Student Network PW
Zarejestrowana 15 stycznia 2007 roku organizacja studencka mająca na celu pomoc międzynarodowym studentom przebywającym na Politechnice Warszawskiej w ramach wymian międzyuczelnianych (w szczególności w ramach programu LLP Erasmus) oraz promowanie tychże wymian wśród polskich studentów.

### Radio Aktywne
Radio Aktywne to Studenckie Radio Politechniki Warszawskiej. Założone w 2004 roku jest najstarszym radiem studenckim w Warszawie. Słuchać Radia można dzięki stronie internetowej stacji. Nadaje całą dobę.

### Studencka Telewizja Internetowa TVPW
Założona w maju 2007 roku z inicjatywy Studentów Politechniki Warszawskiej telewizja internetowa.

### Polibuda.info
Studencki portal internetowy, który powstał 10 stycznia 2005 roku z inicjatywy Samorządu Studentów Politechniki Warszawskiej. Polibuda.info ma charakter niekomercyjny, tworzą ją redaktorzy, programiści i graficy, których działalność oparta jest na bezpłatnej aktywności studenckiej. W skład członków portalu wchodzą nie tylko studenci Politechniki, ale także osoby z innych warszawskich uczelni.

### Chór Akademicki Politechniki Warszawskiej
Założony w 2001 chór amatorski działający przy Politechnice.

### Zespół Pieśni i Tańca Politechniki Warszawskiej
Najstarszy studencki zespół folklorystyczny w Warszawie, powstały w 1951 r. przy Politechnice Warszawskiej. Tworzą go studenci i absolwenci wyższych uczelni warszawskich.

### Studenckie Koło Przewodników Beskidzkich
Studenckie Koło Przewodników Beskidzkich w Warszawie (SKPB Warszawa) funkcjonuje jako organizacja studencka przy Politechnice Warszawskiej. Koło powstało w 1957 roku jako jedna z pierwszych organizacji studenckich zajmujących się turystyką kwalifikowaną wśród młodzieży. Do dziś jest najliczniejszą studencką organizacją górską w stolicy.

### Politechnika Warszawska w kulturze
- W powieści Operacja Piorun pióra Iana Fleminga studentem Instytutu Politechnicznego jest Ernst Stavro Blofeld. Szef WIDMO, jeden z najgroźniejszych przeciwników Jamesa Bonda. Warto nadmienić, że w ekranizacji tego dzieła nie wspomina się w ogóle o młodości Blofelda.

## Upamiętnienie
29 stycznia 2015 roku Narodowy Bank Polski wprowadził do obiegu monety o nominałach 200 zł i 10 zł „100-lecie Politechniki Warszawskiej”.

## Odznaczenia
- Złoty Medal „Zasłużony dla Nauki Polskiej Sapientia et Veritas” (2023)[27]